# Olivier Asmaker
Olivier Asmaker, né le 13 mars 1973 à Savigny-sur-Orge (Essonne), est un coureur cycliste français, professionnel de 1998 à 2002.

## Biographie
Coureur amateur brillant, il remporte en 1997 la Coupe de France amateur avec l'US Montauban Cyclisme 82. Il devient stagiaire le 1er septembre 1997  au sein de l’équipe néerlandaise TVM-Farm Frites, avant d'y passer professionnel. Il participe notamment au Tour de l'Avenir. Trois saisons d’apprentissage s’ensuivront, durant lesquelles Olivier Asmaker participera aux plus grandes courses : du Tour des Flandres en passant par le Tour d'Italie ou encore le Critérium du Dauphiné libéré. Ses meilleurs résultats durant ces années sont une cinquième place d’étape au Grand Prix du Midi libre et une quatorzième place du Grand Prix de Wallonie 1999.
En fin de contrat chez Festina à la fin de la saison 2000, les frères Laurent et Nicolas Jalabert lui tendent la main pour les accompagner dans la nouvelle équipe danoise CSC-Tiscali. 2001 sera l’apogée de la carrière. Il participe à un grand nombre de courses, du Tour Down Under en Australie en janvier à Paris-Tours, en octobre.
Le 18 mai, Olivier Asmaker s’échappe en compagnie de coureurs de renom, tels que David Millar, Sylvain Chavanel, Robbie McEwen, Baden Cooke ou Íñigo Landaluze, dans le Tour de Picardie, disputé en quatre étapes. Le peloton ne reviendra pas : Asmaker attaque dans le dernier kilomètre et s’impose en solitaire à Fort Mahon, dans la Somme. Cette victoire lui permet de revêtir le maillot de leader. Olivier Asmaker parviendra à garder son maillot jaune jusqu’à la fin de l’épreuve malgré les attaques incessantes de David Millar.
CSC-Tiscali obtient une invitation pour le Tour de France grâce entre autres à cette performance. Cette dernière assure également Olivier Asmaker de participer au Tour. Il prend le départ du Grand Prix du Midi libre, qui fait étape cette année-là chez lui, à Rodez. Mais dans un virage d’une descente, Olivier Asmaker chute lourdement et se fracture la clavicule. Indisponible pendant un mois, il ne peut participer à son premier tour. Il reprendra sa saison en août.
En 2002, il est présent à la majorité des courses de haut niveau avec son ami Laurent Jalabert. En avril, il manque de peu le doublé en terminant troisième du Tour de Picardie, remporté par un de ses équipiers. Olivier pense alors que sa sélection au Tour de France ne fait pas de doutes, mais le sponsor exige un coureur danois supplémentaire pour le Tour : Asmaker est écarté. Malgré la déception, le Ruthénois effectue un grand nombre d’échappés solitaires : 180 kilomètres dans l’étape du Mont Saint Clair du Grand Prix du Midi libre, il est repris à un kilomètre de la ligne par Lance Armstrong et Laurent Brochard. Il récidive le lendemain. Quelques semaines plus tard, il termine septième du prologue du Dauphiné libéré. Il rate de peu une victoire probante lors des Boucles de l'Aulne, qu’il termine second, début septembre. Il ne le sait pas encore, mais son avant-dernière course chez les professionnels est Paris-Tours, le 6 octobre 2002. Il se lance dans l’échappée du jour, en compagnie notamment de Jacky Durand et de Jakob Piil, futur vainqueur ; 150 kilomètres d’échappée, il est repris à 26 kilomètres du but. Son coéquipier danois l’emporte devant Jacky Durand. Asmaker prendra le départ du Tour de Lombardie quinze jours plus tard, mais ne terminera pas la course, symbole d'une carrière cycliste abandonnée brusquement.
À la fin de la saison, CSC fait le forcing financièrement pour embaucher le prodige allemand Jan Ullrich, le contrat d’Olivier n’est donc pas renouvelé. Asmaker cherche désespérément une équipe, en vain. Son aventure professionnelle s’arrêtera là. En 2003, il revient dans son équipe de toujours, l’US Montauban Cyclisme 82. Première course, première victoire : il remporte le Grand Prix d’Ouverture de Midi-Pyrénées devant les meilleurs coureurs de la région. L’année suivante, il remporte le Grand Prix de Vougy, dans les environs de Lyon, et la première étape du Tour des Deux-Sèvres. Il parvient même à remporter le classement général final de l’épreuve. Cette victoire restera comme son ultime victoire dans le monde du cyclisme. En 2005, il met fin à sa carrière pour se consacrer à son futur métier de policier près de Toulouse.

## Palmarès
| - 1991 - Souvenir Jean-Marie Bermon - 1994 - Grand Prix de Peymeinade - 2e étape du Loire-Atlantique Espoirs (contre-la-montre) - 1re étape de la Ronde de l'Isard - 3e du Loire-Atlantique Espoirs - 1995 - 1re étape du Tour des Landes - 2e du Tour des Landes - 1996 - Champion de Midi-Pyrénées - Grand Prix des Fêtes de Coux-et-Bigaroque - Grand Prix de Miramont-de-Guyenne - Circuit des Deux Provinces - 2e du Tour du Tarn-et-Garonne - 2e du Grand Prix de Lignac - 1997 - Tour du Canton de Gémozac - Prologue du Tour de Gironde - Grand Prix de Rodez - 2e étape du Tour de la Creuse (contre-la-montre) - 2e du Tour du Canton de Bretenoux - 2e de Tarbes-Sauveterre - 3e du Tour du Lot-et-Garonne - 3e du Trophée Mavic | - 2001 - Tour de Picardie : - Classement général - 1re étape - 2002 - 2e des Boucles de l'Aulne - 3e du Tour de Picardie - 2003 - Champion de Midi-Pyrénées - Grand Prix d'ouverture Pierre Pinel - Tour du Lot-et-Garonne - Boucles Allassacoises - 2e du Tour du Canton de Champagnac-de-Belair - 2e des Boucles du Tarn - 2004 - Grand Prix des Fêtes de Cénac-et-Saint-Julien - Grand Prix de Vougy - Tour des Deux-Sèvres : - Classement général - 1re étape - 2e étape des Deux Jours cyclistes de Machecoul |  |

## Résultats sur les grands tours

### Tour d'Italie
1 participation 
- 1999 : hors délais (19e étape)